# Aliens in a Bebop Planet
| Recensione         | Giudizio |
| ------------------ | -------- |
| DownBeat           |          |
| Orkester Journalen |          |
| Concerto           |          |
| All About Jazz     | /        |

Aliens in a Bebop Planet è il quinto album in studio registrato negli Stati Uniti da Roberto Magris per la casa discografica JMood di Kansas City ed è stato pubblicato nel 2012. Si tratta di un viaggio musicale all'interno del periodo del  bebop che viene rivisitato in una chiave moderna assieme a musicisti della scena jazz di Kansas City, città che ha dato i natali a Charlie Parker, caposcuola del genere bebop. Aliens in a Bebop Planet è un omaggio a Kansas City, a Charlie Parker, a Jay McShann e all'epopea del bebop commissionato a Roberto Magris da Paul Collins, produttore della JMood.

## Tracce
CD 1
1. Blues Clues on the Lunar Sand – 4:33 (Roberto Magris)
2. Across the Borders / Beyond the Faith – 6:44 (Roberto Magris)
3. A Night in Cydonia – 5:12 (Roberto Magris)
4. Nostalgia – 4:26 (Fats Navarro)
5. On Cloud Nine – 6:05 (Roberto Magris)
6. Sat – 6:45 (Roberto Magris)
7. Robbin's Space Bolero – 7:01 (Sir Charles Thompson)
8. Aliens in a Bebop Planet – 5:23 (Roberto Magris)
9. Chachanada – 6:35 (Roberto Magris)

CD 2
1. New Cos City – 4:33 (PJ Aubree Collins, Roberto Magris)
2. Signals and Prayers – 4:08 (Roberto Magris)
3. The Gypsy – 5:32 (Billy Reid)
4. Nobody Knows – 3:47 (Kenny Clarke)
5. Cosmic Storyville – 3:42 (Roberto Magris)
6. Giant Steps – 5:07 (John Coltrane)
7. Rhythms from the Floating Space – 3:14 (Roberto Magris)
8. On Cloud Nine Duet – 6:12 (Roberto Magris)
9. Saturn Sun Ra – 3:54 (Roberto Magris)
10. Audio Notebook – 19:00

## Musicisti
- Matt Otto – sassofono tenore
- Roberto Magris – pianoforte
- Dominique Sanders – contrabbasso
- Brian Steever – batteria
- Pablo Sanhueza – congas e percussioni (brani 3, 4, 6-9, 11, 12, 16, 18)
- Eddie Charles – voce (brani 8, 10, 13)